# レプリカズ
『レプリカズ』（Replicas）は、2018年のアメリカ合衆国のSFスリラー映画。監督はジェフリー・ナックマノフ、出演はキアヌ・リーブスとアリス・イヴなど。
事故で家族を失った天才科学者が、クローンや意識の移植によって家族のレプリカを作ろうとする姿を描いている。

## ストーリー
医療系バイオ企業の研究所で働く神経科学者のウィリアム・フォスターは、死後間もない人間の意識を機械で読み取り、合成脳に移植する研究を行っていた。しかし行っている実験は最大の成功例でも言葉が話せる程度でしかなく、それも混乱状態のまま合成脳の搭載された機械の体を破壊してしまうなど失敗続きで、研究所の上司ジョーンズからは研究の打ち切りが近いことを告げられる。
妻と子供3人との生活は幸福に包まれていたが、ウィリアムは自動車での移動中に事故を起こし、同乗していた家族を失ってしまう。家族の遺体を前に悲しみに暮れるウィリアムだが、すぐさま同僚のエドに連絡して機材を運んできてもらうと家族の意識を保存し始める。ウィリアムは禁止されているクローン技術で家族の体を複製して、そこに意識を移植する計画を立てていた。エドはそれぞれの技術の不確かさもあって協力を拒むが、ウィリアムの鬼気迫る様子や悲惨な状況に断りきれず、共犯者となった上に家族の遺体を処理することも任される。
その晩の内に研究所から機材を盗み出し、自宅に運び込んでクローンの作製を始めるウィリアム達だが、機材不足の影響で1人だけ複製を諦める必要があった。選択をクジに委ねた結果、次女のゾーイを諦めることになったウィリアムは、保存した家族の意識からゾーイの記憶を消すことを決める。ウィリアムがクローンの作製と意識移植の問題解決のため自宅に篭っている頃、研究所に出勤したエドはジョーンズと会い、次に行う345番の実験が失敗すると研究所が閉鎖されることを知らされる。
事故から17日が経ち、オリジナルと同じ年齢に到達したクローン達を機材から取り出す期日を迎えてしまう。エドはクローンが問題なく完成したことに歓喜するが、意識移植の問題は解決できていないままだった。薬物で昏睡状態にすることで得た僅かな猶予の中、ウィリアムは意識移植の失敗が機械の体への拒絶反応によって起きており、クローンならば問題がないことに気付く。ウィリアムはクローンに家族の意識を移植すると眠りにつかせ、家中からゾーイの痕跡を消し去っていく。
翌朝、目覚めたウィリアムが以前と変わりない様子を見せる家族に歓喜していると、345番の実験を行うための遺体がやってくるとの報せが入る。しかし、成功しないと分かっているウィリアムは実験を行わず、密かに保存した自分の意識のデータで拒絶反応を起こさないアルゴリズムを作成した後、自分の意識を使って改めて345番の実験を行うことを決める。
その日の晩、ウィリアムは事故の夢を見た長女ソフィの記憶を改竄したところをモナに見つかってしまう。やむを得ず3人がクローンであることを明かすと、モナは事実を受け入れ秘密を約束する。しかし翌日、僅かに消しきれず残っていたゾーイの痕跡や記憶が原因となり、家族から疑いの目を向けられたウィリアムは狼狽してしまう。ジョーンズの訪問によって話は保留になったものの、そのジョーンズは研究所がウィリアムの所業を全て把握していることを告げると、今の生活を続けたければ意識移植のアルゴリズムを渡すことを要求してきた。研究所の目的が軍事利用であることを知ったウィリアムは不意をついてジョーンズを気絶させると、アルゴリズムを記録した装置を破壊し、モナにゾーイのことや家族に危機が迫っていることを打ち明ける。自動車で逃げ出すウィリアム達だが、追っ手に先回りされていたためにモナと子供は連れ去られてしまう。移動先の研究所にはエドが待機しており、遺体を処分できなかったためにジョーンズに全てが露見したことが明かされる。
研究所にやって来たウィリアムは、アルゴリズムが自分の頭の中にしかないことを盾に交渉を持ち掛けるが、見せしめとしてエドを殺害するジョーンズに怖気づき、素直に要求に従う。しかし作業を始めたウィリアムはアルゴリズムを装置に記録すると同時に、保存しておいた自分の意識を345番へと移植させていた。ジョーンズがクローンを始末しようとすると、345番が現れてジョーンズ達を攻撃し始める。ジョーンズ達を制圧した345番には一切の拒絶反応がなく、ウィリアムに家族を守ることを求めると、彼の分身として後始末を引き受ける。
17日後、バカンスを楽しむ家族のもとに、ゾーイを連れたウィリアムが歩み寄っていく。一方で、345番はジョーンズと共にドバイへ渡り、新たなビジネスをスタートさせていた。

## キャスト
※括弧内は日本語吹替
- ウィリアム・フォスター：キアヌ・リーブス（森川智之） - 神経科学者。妻と子供3人がいたが事故で亡くしてしまう。
- モナ・フォスター：アリス・イヴ（中村千絵） - ウィリアムの妻。医師。
- エド・ホイットル：トーマス・ミドルディッチ（福田賢二） - ウィリアムの同僚で友人。
- ジョーンズ：ジョン・オーティス（金尾哲夫） - ウィリアムの上司。
- マット・フォスター：エムジェイ・アンソニー（弘松芹香） - ウィリアムの長男。
- ソフィ・フォスター：エミリー・アリン・リンド（山田唯菜） - ウィリアムの長女。
- ゾーイ・フォスター：アリア・リーブ - ウィリアムの次女。
- スコット：ナシャ・ハテンディ（英語版） - ウィリアムの同僚。

## 製作
2014年10月、ターニャ・ウェクスラー監督の新作映画にキアヌ・リーブスが起用されるとの報道があった。2016年7月、降板したウェクスラーの後任に、ジェフリー・ナックマノフが起用され、アリス・イヴが本作に出演することになったと報じられた。8月10日、本作の主要撮影がプエルトリコで始まった。19日、レムスター・スタジオズとリバーストーン・ピクチャーズが本作に出資するとの報道があった。

## 公開・マーケティング
2017年9月7日、ニューヨークで開催されたコミコンで劇中映像が公開された。8日、エンターテインメント・スタジオズが本作の全米配給権を400万ドルで購入したと報じられた。10月5日、本作のファースト・トレイラーが公開された。2018年11月19日、本作のオフィシャル・トレイラーが公開された。24日、本作はナイト・ヴィジョンズでプレミア上映された。

## 興行収入
本作は『人生の動かし方』及び『ベラのワンダフル・ホーム』と同じ週に封切られ、公開初週末に700万ドル前後を稼ぎ出すと予想されていたが、実際の数字はそれを大きく下回るものとなった。2019年1月11日、本作は全米2329館で公開され、公開初週末に237万ドルを稼ぎ出し、週末興行収入ランキング初登場13位となった。キアヌ・リーブス主演の拡大公開作品としては最低の数字となった。

## 評価
本作は批評家から酷評されている。映画批評集積サイトのRotten Tomatoesには33件のレビューがあり、批評家支持率は9%、平均点は10点満点で3点となっている。サイト側による批評家の見解の要約は「どの部分も等しくプロットに穴が空いており、観客は失笑するほかない。『レプリカズ』は実に出来の悪いSF映画であるが、出来の悪さを売りにできるほど酷いというわけではない。」となっている。また、Metacriticには14件のレビューがあり、加重平均値は18/100となっている。なお、本作のCinemaScoreはCとなっている。